# Caloptilia celtina
Caloptilia celtina là một loài bướm đêm thuộc họ Gracillariidae. Nó được tìm thấy ở Nam Phi.
Ấu trùng ăn Celtis africana. Chúng ăn lá nơi chúng làm tổ.